# 艾尼特·布倫特斯
艾尼特·布倫特斯（Ernest Brandts，1956年02月3日—），荷蘭足球運動員，司職後衛，曾效力荷蘭班霸球會PSV燕豪芬及洛達。

布倫特斯為荷蘭國家足球隊上陣28場比賽，攻進5球，並出席了1978年世界杯足球賽。在第二輪對陣意大利，成為世界盃決賽周史上在同一場比賽射破兩邊大門。第18分鐘，他射入了一個烏龍球，然後在50分鐘將功補過。及後他的隊友阿里漢攻入政勝一球，使荷蘭以2-1獲勝。